# Palác umění (Budapešť)
Palác umění (maďarsky Műcsarnok) je muzeum výtvarného umění nacházející se na budapešťském Náměstí Hrdinů. Naproti se nachází Muzeum krásného umění – Szépművészeti Muzeum.
Muzeum bylo vybudováno v roce 1895 podle návrhů architektů Alberta Schickedanze a Fülöpa Herzoga. Vzhledem k tomu, že se jedná o největší výstavní prostor v Maďarsku, vystavuje Palác umění pravidelně reprezentativní díla maďarských a zahraničních umělců a také různé tematické výstavy.